# Comitatul Marathon, Wisconsin
Comitatul Marathon este situat  în statul Wisconsin din Statele Unite. Sediul acestuia este Wausau. Conform recensământului din anul 2000, populația sa a fost 125.834 de locuitori.

## Demografie
Evoluția demografică
| 1930   | 1970   | 1980    | 1990    | 2000    |
| ------ | ------ | ------- | ------- | ------- |
| 70.629 | 97.457 | 108.670 | 115.400 | 125.834 |

## Geografie
Potrivit Biroului Recensământului SUA, comitatul are o suprafață totală de  1.576 mile² (4.082 km²) din care 1.545 mile² (4.001 km²) este uscat și 31 mile² (81 km² )(1,98%) este apă.

### Comitate învecinate
- Lincoln - nord
- Langlade - nord-est
- Shawano - est
- Waupaca - sud-est
- Portage - sud
- Wood - sud
- Clark - vest
- Taylor - nord-vest

### Drumuri importante
- U.S. Route 51
- Interstate 39
- Autostrada 13 (Wisconsin)
- Autostrada 29 (Wisconsin)
- Autostrada 49 (Wisconsin)
- Autostrada 52 (Wisconsin)

- Autostrada 34 (Wisconsin)
- Autostrada 97 (Wisconsin)
- Autostrada 107 (Wisconsin)
- Autostrada 153 (Wisconsin)

### Orașe, sate și orășele
Orașe
| - Abbotsford - Colby - Marshfield | - Mosinee - Schofield - Wausau |

Sate
| - Athens - Birnamwood - Brokaw | - Dorchester - Edgar - Elderon | - Evergreen - Fenwood - Hatley | - Kronenwetter - Marathon City - Rothschild | - Spencer - Stratford | - Unity - Weston |

Orășele
| - Bergen - Berlin - Bern - Bevent - Brighton - Cassel | - Cleveland - Day - Easton - Eau Pleine - Elderon (town) - Emmet | - Frankfort - Franzen - Green Valley - Guenther - Halsey - Hamburg | - Harrison - Hewitt - Holton - Hull - Johnson - Knowlton | - Maine - Marathon - McMillan - Mosinee (town) - Norrie - Plover | - Reid - Rib Falls - Rib Mountain - Rietbrock - Ringle - Spencer (town) | - Stettin - Texas - Wausau (town) - Weston (town) - Wien |

### Comunități fără personalitate juridică
| - Dancy - Galloway - Granite Heights | - Halder - Hogarty - Hamburg - Little Chicago | - Milan - Moon - Nutterville - Pike Lake | - Poniatowski - Ringle - Rozellville - Shantytown |

## Demografie
|  | Graficele sunt indisponibile din cauza unor probleme tehnice. Mai multe informații se găsesc la Phabricator și la wiki-ul MediaWiki. |

Date: Wikidata - grafică realizată de Wikipedia